# Ozola marginata
Ozola marginata är en fjärilsart som beskrevs av W. Warren 1896. Ozola marginata ingår i släktet Ozola och familjen mätare. Inga underarter finns listade i Catalogue of Life.